# Iouri Ourytchev
Pour les articles homonymes, voir Ourytchev.
Iouri Olegovitch Ourytchev - en russe : Юрий Олегович Урычев et en anglais : Yuri Urychev - (né le 3 avril 1991 à Iaroslavl en République socialiste fédérative soviétique de Russie - mort le 7 septembre 2011 à Iaroslavl en Russie) est un joueur professionnel russe de hockey sur glace. Il évolue au poste de défenseur.

## Biographie

### Carrière en club
Formé au Lokomotiv Iaroslavl, il commence sa carrière dans la KHL en 2010.
Le 7 septembre 2011, il meurt dans l'accident de l'avion transportant le Lokomotiv Iaroslavl à destination de Minsk en Biélorussie. L'avion de ligne de type Yakovlev Yak-42 s'écrase peu après son décollage de l'aéroport Tounochna de Iaroslavl, faisant 44 morts parmi les 45 occupants,. Ourytchev était suspendu pour ce match. Il a néanmoins tenu à aller à Minsk pour soutenir ses coéquipiers. Il a pris la place de l'attaquant Maksim Ziouziakine, non retenu par les entraîneurs et qui est donc resté à Iaroslavl à disposition du Loko, l'équipe junior évoluant dans la MHL. Il est enterré au cimetière Saint-Léonce de Iaroslavl.

### Carrière internationale
Il représente la Russie en sélections jeunes.

## Trophées et honneurs personnels
Molodiojnaïa Hokkeïnaïa Liga
- 2010 : participe au Match des étoiles avec la Conférence Ouest.

## Statistiques

### En club
| Saison    | Équipe                | Ligue        |    | Saison régulière | Saison régulière | Saison régulière | Saison régulière | Saison régulière |   | Séries éliminatoires | Séries éliminatoires | Séries éliminatoires | Séries éliminatoires | Séries éliminatoires |
| Saison    | Équipe                | Ligue        | PJ | B                | A                | Pts              | Pun              | PJ               | B | A                    | Pts                  | Pun                  |                      |                      |
| 2007-2008 | Lokomotiv Iaroslavl 2 | Pervaïa liga | 1  | 0                | 0                | 0                | 0                |                  |   |                      |                      |                      |                      |                      |
| 2008-2009 | Lokomotiv Iaroslavl 2 | Pervaïa liga | 47 | 2                | 0                | 2                | 34               | 4                | 0 | 1                    | 1                    | 2                    |                      |                      |
| 2009-2010 | Lokomotiv Iaroslavl   | KHL          | 3  | 0                | 0                | 0                | 2                | 11               | 0 | 0                    | 0                    | 2                    |                      |                      |
| 2009-2010 | Loko                  | MHL          | 57 | 8                | 13               | 21               | 70               |                  |   |                      |                      |                      |                      |                      |
| 2010-2011 | Lokomotiv Iaroslavl   | KHL          | 20 | 1                | 0                | 1                | 10               | 5                | 1 | 0                    | 1                    | 27                   |                      |                      |
| 2010-2011 | Loko                  | MHL          | 8  | 1                | 3                | 4                | 16               | 1                | 0 | 0                    | 0                    | 2                    |                      |                      |
| 2011-2012 | Lokomotiv Iaroslavl   | KHL          | -  | -                | -                | -                | -                | -                | - | -                    | -                    | -                    |                      |                      |

### En équipe nationale
| Année | Compétition                 |   | PJ | B | A | Pts | Pun | +/-           |  | Résultat |
| 2011  | Championnat du monde junior | 7 | 1  | 3 | 4 | 4   | +6  | Médaille d'or |  |          |